# Ronnie Leten

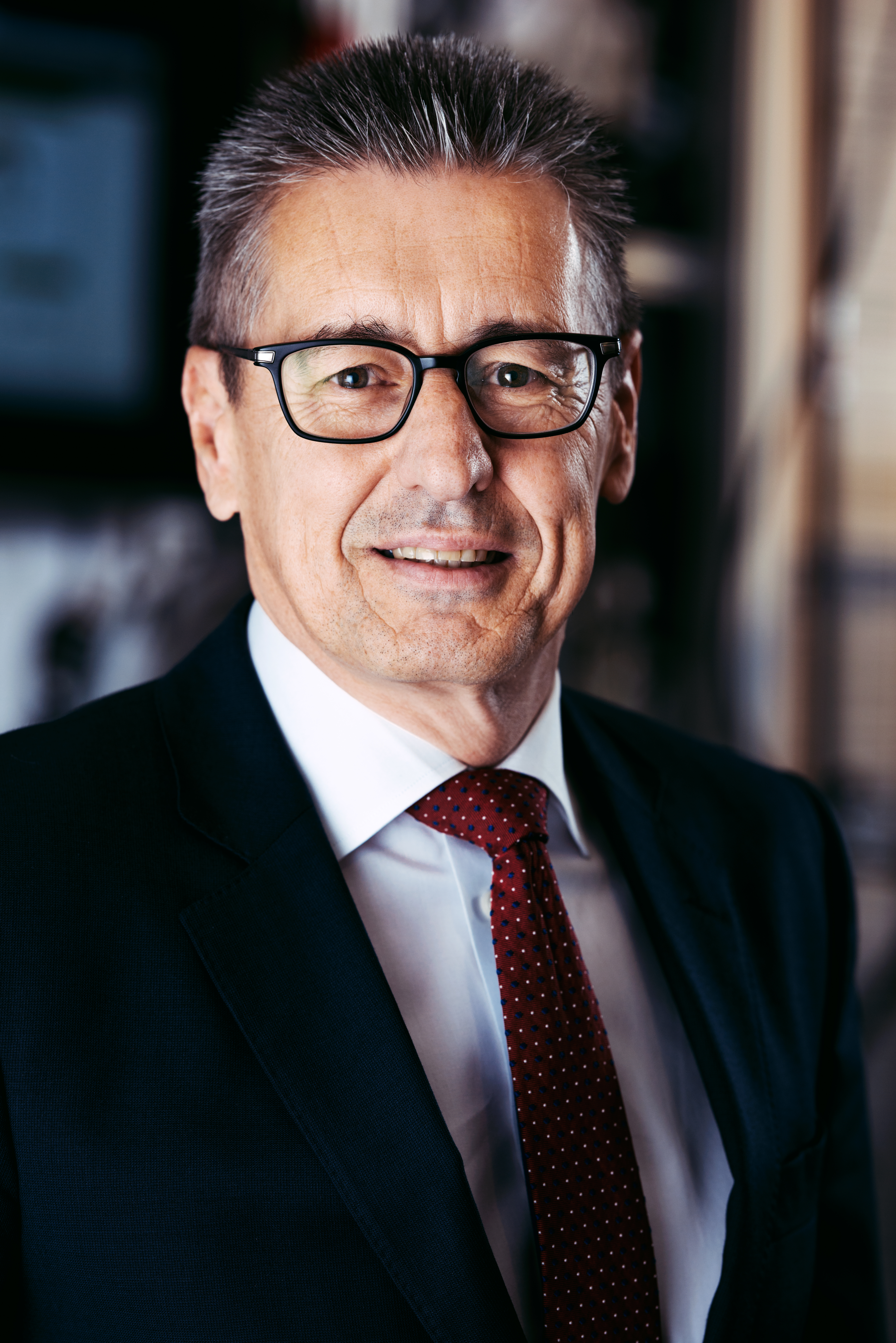
Ronnie Leten (2015)

Ronnie Leten (Beringen, 12 december 1956) is een Belgisch bestuurder en voormalig bedrijfsleider. Van 2009 tot 2017 was hij CEO van de Zweedse machinebouwer Atlas Copco, van 2014 tot 2017 voorzitter van de Zweedse producent van huishoudelijke apparatuur Electrolux en van 2018 tot 2023 voorzitter van het Zweedse telecombedrijf Ericsson.

## Levensloop
Ronnie Leten liep school aan het Sint-Jan Berchmanscollege in Genk en studeerde in 1979 af met een diploma handelswetenschappen aan de Economische Hogeschool Limburg. Hij ging vervolgens aan de slag bij General Biscuit.

### Atlas Copco
In 1985 maakte Leten de overstap naar de Zweedse machinebouwer Atlas Copco. Hij werkte een korte periode voor auto-onderdelenfabrikant Tenneco Automotive voor hij in 1995 naar Atlas Copco terugkeerde. Van 1999 tot 2001 stond hij aan het hoofd van de afdeling Airtec, van 2001 tot 2006 van de afdeling Industrial Air en van 2006 tot 2009 van de afdeling Compressor Technique. Hij was tevens CEO van de Atlas Copco-fabriek in Wilrijk. In juni 2009 werd hij CEO van Atlas Copco, een functie die hij uitoefende tot april 2017. Hij stond wereldwijd aan het hoofd van meer dan 45.000 werknemers.

### Overige functies
In 2012 werd Leten vicevoorzitter van de Zweedse producent van huishoudelijke apparatuur Electrolux en in maart 2014 werd hij er voorzitter van de raad van bestuur, een functie die hij tot april 2018 uitoefende.
Van maart 2018 tot maart 2023 was hij voorzitter van de raad van bestuur van de Zweedse telecomgroep Ericsson. Hij was van februari 2019 tot februari 2022 ook voorzitter van vacuümspecialist Piab en van maart 2017 tot maart 2021 bestuurder van het Zweedse industrieconcern SKF.
Sinds juni 2018 is Leten voorzitter van de raad van bestuur van Epiroc, een afsplitsing van Atlas Copco gespecialiseerd in de productie van mijnbouwmateriaal.
Hij is adviseur van de voorzitter van transportbedrijf H.Essers, Hilde Essers. Hij oefende deze functie ook uit voor haar voorganger, Noël Essers.
Begin 2022 stapte Leten in het kapitaal van technologiebedrijf Ellimetal. Hij werd ook voorzitter van de raad van bestuur.

### Onderscheidingen
In januari 2014 werd Leten door het tijdschrift Trends verkozen tot Manager van het Jaar 2013.
In december 2015 werd hij ambassadeur van de provincie Limburg.
Harvard Business Review plaatste Leten tweemaal in de lijst van de best presterende CEO's ter wereld. Hij stond in de lijst in 2015 (31e) en 2016 (52e).
In juni 2016 won hij de Ondernemersprijs Herman Dessers uitgereikt door Voka – Kamer van Koophandel Limburg.
In februari 2019 nam Leten een eredoctoraat van de Universiteit Hasselt in ontvangst.
In december 2023 nam hij de Lifetime Achievement Award van Made in Limburg en Het Belang van Limburg in ontvangst.
Leten is commandeur in de Orde van Leopold II, commandeur in de Italiaanse Orde van Verdienste en ridder in de Zweedse Orde van de Poolster. Hij is sinds 2022 ereconsul van Zweden.
- Library of Congress Control Number: no2018054865
- Virtual International Authority File: 2746152502801110800006
- WorldCat: E39PBJwHc4wqRfQMcq3yhdBgKd